# 효원로
효원로(孝園路)는 대한민국 경기도 수원시의 도로이다. 길이는 약 4.3km이다.

## 노선
| 교차로명          | 교차 도로명                  |
| 수원시            | 수원시                       |
| ----------------- | ---------------------------- |
| 경기도청          | 팔달산로                     |
| 이름 없음         | 향교로                       |
| 도청 오거리       | 매산로, 고화로               |
| 세곡 사거리       | 세류로                       |
| 세천교            | 수원천, 수원천로             |
| 매교 사거리       | 매교역, 정조로               |
| 태장면 고개       |                              |
| 솔밭 사거리       | 세지로                       |
| 권선초교 사거리   | 장다리로                     |
| 시청앞 사거리     | 경수대로                     |
| 시청역 사거리     | 수원시청역, 권광로           |
| 야외음악당 사거리 | 효원로307번길, 효원로308번길 |
| 경기도문화의전당  |                              |
| 문화의전당 사거리 | 동수원로                     |
| 효원 사거리       | 매탄로                       |
| 영통구청 사거리   | 동탄원천로                   |
| 삼성중앙교        |                              |

## 주요 시설
- 경기도 수원시 팔달구 효원로 1 (매산로3가) : 경기도청
- 경기도 수원시 팔달구 효원로 126 (매교동) : 매교역
- 경기도 수원시 팔달구 효원로 241 (인계동) : 수원시청
- 경기도 수원시 팔달구 효원로 257 (인계동) : 홈플러스 동수원점
- 경기도 수원시 권선구 효원로 270 (권선동) : 수원시청역
- 경기도 수원시 팔달구 효원로 282 (인계동) : 갤러리아백화점 수원점
- 경기도 수원시 영통구 효원로 337 (매탄동) : 매탄중학교
- 경기도 수원시 영통구 효원로 407 (매탄동) : 영통구청